# Kartaly
Huyện Kartaly (tiếng Nga: ? райо́н) là một huyện hành chính tự quản (raion), của Tỉnh Chelyabinsk, Nga. Huyện có diện tích 11 km², dân số thời điểm ngày 1 tháng 1 năm 2000 là 30400 người. Trung tâm của huyện đóng ở Kartaly.